# Bayerisches Psychisch-Kranken-Hilfe-Gesetz
Das Bayerische Psychisch-Kranken-Hilfe-Gesetz ist ein bayerisches Landesgesetz, das die Voraussetzungen und die Gestaltung der öffentlich-rechtlichen Unterbringung psychisch kranker Menschen sowie die Anwendung von Zwangsmaßnahmen regelt. Teil 1 trat zum 1. August 2018 in Kraft, Teil 2 trat am 1. Januar 2019 in Kraft. Es löste das Gesetz über die Unterbringung psychisch Kranker und deren Betreuung von 1982 ab.

## Anlass für die Neuregelung
Die hohe Zahl gerichtlicher Unterbringungen psychisch kranker Menschen in Bayern, das menschenrechtliche Modell der UN-Behindertenrechtskonvention und die Rechtsprechung des Bundesverfassungsgerichts zur Selbstbestimmungsfähigkeit von psychisch kranken Menschen, zur Zwangsbehandlung, deren rechtliche Ausgestaltung sich am Schutzniveau für zivilrechtlich und im Maßregelvollzug untergebrachte Personen orientieren muss und zur Übertragung hoheitlicher Befugnisse (Beleihung) im Rahmen der öffentlich-rechtlichen Unterbringung waren im  Unterbringungsgesetz von 1992 nicht hinreichend berücksichtigt worden.
Eine Novellierung des Gesetzes wurde 2018 vom Kabinett Söder eingebracht und sollte schwerpunktmäßig die Zahl der Zwangseinweisungen durch die landesweite Einführung von ambulanten psychiatrischen  Krisendiensten verringern sowie die öffentlich-rechtliche Unterbringung verfassungskonform neu regeln.

## Inhalt
Das BayPsychKHG enthält in Teil 1 die Vorschriften zur Stärkung der psychiatrischen Versorgung (Art. 1-4), in Teil 2 die Neuregelung der öffentlich-rechtlichen Unterbringung (Art. 5-37) und in Teil 3 die Schlussbestimmungen (Art. 38-39).
Nach Art. 29 des Unterbringungsgesetzes konnten die Grundrechte auf körperliche Unversehrtheit und Freiheit der Person, die Unverletzlichkeit des Briefgeheimnisses, der Freizügigkeit und auf Unverletzlichkeit der Wohnung eingeschränkt werden. Art. 38 BayPsychKHG sieht darüber hinaus auch die Einschränkung des allgemeinen Persönlichkeitsrechts, des Elternrechts sowie des Brief-, Post- und Fernmeldegeheimnisses vor.

### Unterbringungsvoraussetzungen
Das BayPsychKHG gilt für psychisch kranke Personen, für die keine Betreuung und keine ausreichende Vorsorgevollmacht besteht und die nicht als Beschuldigte in einem Ermittlungsverfahren bzw. aufgrund strafgerichtlicher Verurteilung in einem  psychiatrischen Krankenhaus oder einer Entziehungsanstalt (Maßregelvollzug) unterzubringen sind.
Die öffentlich-rechtliche Unterbringung setzt voraus, dass eine Person auf Grund einer psychischen Störung, insbesondere Erkrankung, sich selbst, Rechtsgüter anderer oder das Allgemeinwohl erheblich gefährdet (Selbst- oder Fremdgefährdung), ihre Einsichts- und Steuerungsfähigkeit erheblich beeinträchtigt und die Gefährdung nicht durch die Hinzuziehung eines ambulanten Krisendienstes abzuwenden ist (Art. 5 BayPsychKHG).

### Verfahren
Die sofortige vorläufige Unterbringung (Zwangseinweisung) kann durch die Kreisverwaltungsbehörde (Ordnungsamt), in Eilfällen durch die Polizei oder auch durch den Leiter einer Einrichtung, in der sich die betreffende Person bereits befindet, angeordnet und vollzogen werden (Art. 11–13 BayPsychKHG). Sie muss spätestens bis zwölf Uhr des auf die Anordnung folgenden Tages dem für Unterbringungssachen zuständigen Amtsgericht (Betreuungsgericht) mitgeteilt werden (§ 23a, § 23c GVG, § 312  Nr. 4 FamFG, Art. 14 BayPsychKHG), außerdem der Kreisverwaltungsbehörde, wenn diese die sofortige vorläufige Unterbringung nicht selbst angeordnet hat.
Hält die Kreisverwaltungsbehörde nach ärztlicher Begutachtung (Gesundheitsamt) einer betroffenen Person die Unterbringungsvoraussetzungen für gegeben, beantragt sie bei Gericht die Unterbringung (Art. 15 Abs. 3 BayPsychKHG). Das Gericht bestimmt gegebenenfalls die Dauer der Unterbringung.

## Kritik
Entgegen der Ankündigung des Gesetzgebers, mit dem Gesetz einen Beitrag zur Entstigmatisierung psychisch kranker Menschen zu leisten, werde deren Stigmatisierung noch verstärkt. Der besonders umstrittene Art. 35 BayPsychKHG in der Fassung des ersten Entwurfs sah die Führung einer Unterbringungsdatei vor, deren personalisierte Daten einschließlich des erhobenen Untersuchungsbefundes zur Verhinderung oder Verfolgung von Straftaten sowie zur Abwehr von Gefahren für Leben, Gesundheit oder Freiheit einer Person oder für bedeutende Sachwerte auch an die Polizei übermittelt werden durften (Art. 35 Abs. 2 Nr. 6 BayPsychKHG-E). Eine entsprechende Regelung wird zum 1. Januar 2021 für den bayerischen Maßregelvollzug in Kraft treten (Art. 38b Abs. 1 Nr. 22, 39 Abs. 1 Satz 1 Nr. 2 BayPsychKHG, Art. 34a Bayerisches Maßregelvollzugsgesetz n.F., Einführung einer Maßregelvollzugsdatei). Die Unterbringung eines Patienten diene damit nicht mehr dem therapeutischen Ziel, ein selbstbestimmtes Leben zu führen, sondern wie bei Straftätern allein der Gefahrenabwehr. Ausweislich der Begründung zum Gesetzesentwurf sollten mit dieser Regelung Zugriffsbefugnisse für den Bereich der Justiz, der Polizei und der Kreisverwaltungsbehörden eingeführt werden. Insbesondere sollte die Polizeidienststelle, in deren Zuständigkeitsbereich das Bedürfnis für die Unterbringung aufgetreten war, von der bevorstehenden Entlassung benachrichtigt und auch notwendige Informationen für eine Gefährdungseinschätzung übermittelt werden (Art. 27 Abs. 4  BayPsychKHG-E). Das bayerische Polizeiaufgabengesetz hätte sodann eine Überwachung dieser Personen ermöglicht.
In dem zweiten, überarbeiteten Gesetzentwurf sieht Art. 33 BayPsychKHG nur noch ein anonymisiertes Melderegister vor, in dem alle Unterbringungen, Zwangsbehandlungen und Zwangsfixierungen von den Trägern der Einrichtung in verschlüsselter und anonymisierter Form erfasst und der Fachaufsichtsbehörde (Zentrum Bayern Familie und Soziales, Art. 10 BayPsychKHG) jährlich gemeldet werden. Von der Benachrichtigung über eine Entlassung wurden zwar diejenigen Fälle ausgenommen, in denen die gerichtliche Unterbringung ausschließlich auf Grund von Selbstgefährdung erfolgt war. Die Übermittlung einer Gefährdungseinschätzung an die zuständige Kreisverwaltungsbehörde und die Polizei wurde aber aufrechterhalten (Art. 27 Abs. 4 Satz 2 BayPsychKHG). Zusätzlich werden bei der Entlassung Minderjähriger die Sorgeberechtigten oder das Jugendamt verständigt (Art. 27 Abs. 5 BayPsychKHG).
Dieser zweite Entwurf wurde am 11. Juli 2018 vom Bayerischen Landtag mit den Stimmen von CSU, SPD und FREIEN WÄHLERN angenommen. BÜNDNIS 90/DIE GRÜNEN lehnten den Entwurf ab.